# Ламбер Сити (округ Клирфилд, Пенсилванија)
Ламбер Сити (енгл. Lumber City, Clearfield County) град је у америчкој савезној држави Пенсилванија.

## Демографија
По попису из 2010. године број становника је 76, што је 10 (-11,6%) становника мање него 2000. године.
| Група             | 2000.      | 2010.       |
| Белци             | 82 (95,3%) | 76 (100,0%) |
| Афроамериканци    | 0 (0,0%)   | 0 (0,0%)    |
| Азијати           | 0 (0,0%)   | 0 (0,0%)    |
| Хиспаноамериканци | 1 (1,2%)   | 0 (0,0%)    |
| Укупно            | 86         | 76          |